# (73196) 2002 JZ10
2002 جاي زد 10 (ويعرف أيضًا باسم (73196) 2002 جاي زد 10 وفق تسمية الكوكب الصغير) (بالإنجليزية: 2002 JZ10)‏ هو كويكب ضمن حزام الكويكبات؛ وترتيبه 73196 من حيث الاكتشاف.
اكتُشف هذا الجُرم الفلكي بواسطة لورين س. بال في 8 مايو 2002.

## وصلات خارجية
- (73196) 2002 JZ10 في قاعدة بيانات مختبر الدفع النفاث لأجرام النظام الشمسي الصغيرة

- الاكتشاف · مخطط المدار ·  العناصر المدارية · المعلمات المادية

- (73196) 2002 JZ10 على موقع ويكي سكاي: DSS2, SDSS, GALEX, IRAS, Hydrogen α, X-Ray, Astrophoto, Sky Map, Articles and images